# Hemitriccus kaempferi
Hemitriccus kaempferi là một loài chim trong họ Tyrannidae.